# Invasão húngara da Ucrânia dos Cárpatos
A invasão húngara da Ucrânia dos Cárpatos foi um conflito militar de 1939 entre o Reino da Hungria e a Ucrânia dos Cárpatos. Durante a invasão, uma série de confrontos ocorreram entre as tropas húngaras e polonesas contra as formações paramilitares do Siche dos Cárpatos da Ucrânia e algumas tropas tchecas que permaneceram na região após a dissolução do exército tchecoslovaco. A guerra terminou com a ocupação e subsequente anexação do território da Ucrânia Transcarpática (Rus' Subcarpática) ao Reino da Hungria. 
Este território foi posteriormente invadido pela União Soviética e integrado à República Socialista Soviética da Ucrânia.

## Contexto

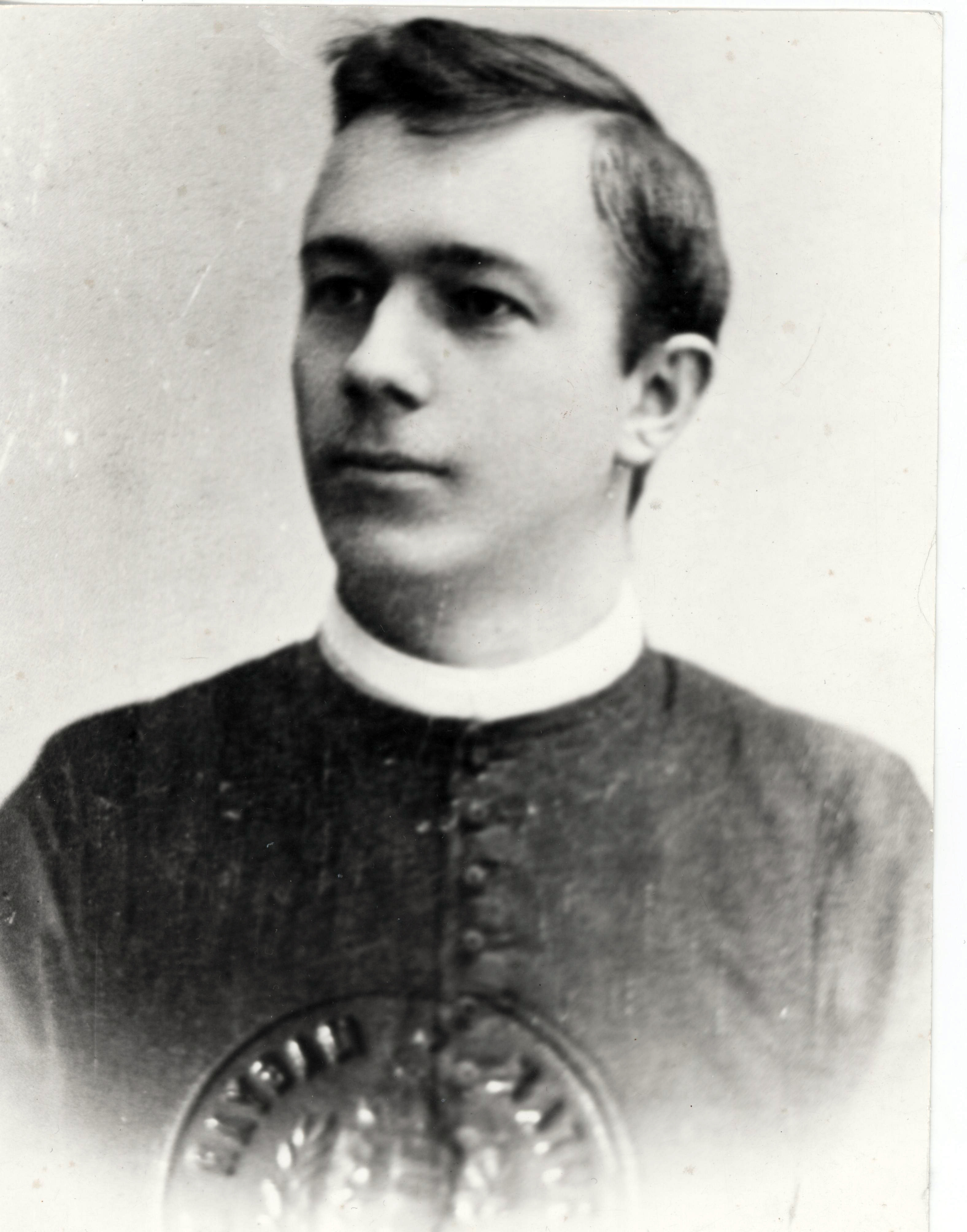
Avgustyn Voloshyn

Após o colapso do Império Austro-Húngaro, a Transcarpácia tornou-se parte da Tchecoslováquia. Finalmente, o status do território foi confirmado pelo Tratado de Trianon em 1920. O Tratado de Trianon privou a Hungria de 71,5% de seu território antes da guerra. O país foi dividido entre os estados que faziam fronteira com o então Reino da Hungria. A Hungria foi proibida de usar aeronaves, tanques e artilharia pesada. O número máximo do exército húngaro, que poderia ser formado apenas por voluntários, não deveria exceder 35 mil pessoas. A marinha, incluindo os navios da Flotilha do Danúbio, foi entregue aos Aliados. 
A situação política na Transcarpácia durante o período entre guerras era difícil. Os ucrinófilos, liderados por Augustyn Voloshyn, queriam autonomia dentro da República Tchecoslovaca, os russófilos, representados pela União Agrária Autônoma de Andriy Brody e o Partido Nacional Autônomo Russo de Stepan Fentsyk, que se concentrava nos fascistas italianos, apoiavam a autonomia dentro da Hungria, o Partido Húngaro Unido (cerca de 10% dos votos) exigia o retorno à Hungria, e os comunistas (até 25% dos votos) queriam se juntar à Ucrânia Soviética. Assim, nas eleições de 1935, 63% dos votos foram para os apoiadores da autonomia total, da adesão à Hungria ou à Ucrânia soviética, e apenas 25% para os apoiadores da Tchecoslováquia. Todos os partidos tchecos na Rutênia dos Cárpatos se opuseram à autonomia. 
Na década de 1930, a Hungria começou a ignorar abertamente os termos do Tratado de Trianon e colocou a economia em uma base militar. No início do outono de 1938, a Hungria, aproveitando a crise dos Sudetos, também iniciou invasões territoriais na Tchecoslováquia. De acordo com as disposições do Acordo de Munique, assinado por quatro grandes potências (Grã-Bretanha, Alemanha Nazista, Reino da Itália e Terceira República Francesa) em 30 de setembro de 1938, o governo da Tchecoslováquia foi obrigado a resolver a questão da pertença da Alta Hungria ao Reino da Hungria dentro de três meses. Foram essas terras que a Hungria perdeu em 1920 pelo Tratado de Trianon. 
Conversações bilaterais entre a Tchecoslováquia e a Hungria ocorreram de 9 a 13 de outubro em Komárno, mas terminaram em vão. Em 11 de outubro, as autoridades da "terra autônoma" da Checoslováquia, a Rus' Subcarpática, obtiveram autogoverno,  e em 20 de outubro, uma resolução apoiou um plebiscito sobre a adesão do território ao Reino da Hungria. No entanto, cinco dias depois, o primeiro-ministro subcarpático Andriy Brody, representando círculos pró-húngaros,   foi preso em Praga e substituído pelo ministro das Relações Exteriores Augustyn Voloshyn, que concordou em considerar apenas a transferência de territórios para o Reino da Hungria. com uma população predominantemente húngara e rejeitou a ideia de um plebiscito. 
| Partidos       | Partidos | Partidos  | 1924  | 1925  | 1929  | 1935  |
| -------------- | -------- | --------- | ----- | ----- | ----- | ----- |
|                |          | Comunista | 39.4% | 30.8% | 15.2% | 25.6% |
| Russófilos     |          | AZS       | 8.3%  | 11.7% | 18.3% | 14.9% |
| Russófilos     |          | KTP       | 7.9%  | 6.3%  | 18.3% | 3.6%  |
| Russófilos     |          | RNP       | 1.1%  | 1.3%  | 18.3% | 9.3%  |
| Húngaros       |          | MNP       | 11.1% | 11.8% | 11.4% | 11%   |
| Húngaros       | Outros   | Outros    | 2.3%  | 0.4%  | –     | –     |
| Ucrinófilos    |          | SDRPnPR   | 8.3%  | 7.4%  | 8.6%  | 9.6%  |
| Ucrinófilos    |          | RKhP      | 4.4%  | 3%    | 3.4%  | 2.4%  |
| Tchecoslovacos |          | RSZML     | 5.9%  | 13.9% | 29.1% | 19.6% |
| Tchecoslovacos | Outros   | Outros    | 0.5%  | –     | 2.8%  | 2.8%  |

## Primeira Arbitragem de Viena

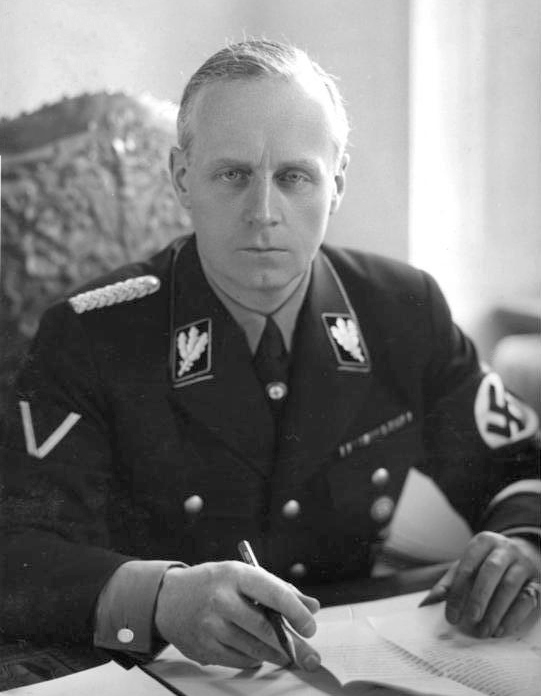
Joachim von Ribbentrop

O chefe da delegação húngara nas negociações em Komárno, o Ministro das Relações Exteriores do Reino da Hungria, Kálmán Kánya, pediu aos signatários do Acordo de Munique que atuassem como juízes na questão da delimitação. Com a retirada do Reino Unido e da República Francesa, o Ministro das Relações Exteriores alemão, Joachim von Ribbentrop, e o Ministro das Relações Exteriores italiano, Galeazzo Ciano, tornaram-se árbitros. Em 29 de outubro, a República Tchecoslovaca e o Reino da Hungria propuseram formalmente à Itália e à Alemanha a realização de uma arbitragem, concordando antecipadamente com seus resultados. 
Na arbitragem realizada em 2 de novembro de 1938, em Viena, a delegação da Tchecoslováquia, entre outros, preparou-se para apresentar seus pontos de vista, assim como os representantes da Ucrânia dos Cárpatos (Avgustyn Voloshyn) e da Eslováquia (Jozef Tiso), mas por iniciativa de Ribbentrop não lhes foi dada a palavra, porque a autonomia, que eles representavam, não poderia ser considerada como uma terceira parte. Pela Primeira Sentença de Viena, o Reino da Hungria recebeu territórios com uma área de 11.927 km 2, incluindo o território Cárpato-Ucraniano (1.537 km2). Entre 57% e 84% da sua população eram húngaros, de acordo com estatísticas da Checoslováquia e da Hungria, respectivamente. 
A Ucrânia dos Cárpatos perdeu então suas duas principais cidades (Uzhgorod e Mukachevo), bem como todas as terras férteis. Em 12 de novembro, eles foram oficialmente incorporados ao Reino da Hungria por uma resolução do país.  parlamento. No entanto, as decisões do Primeiro Sentença de Viena não satisfizeram o país adquirente, a Hungria não renunciou  sobre a restauração das suas antigas fronteiras. 

## Preparação

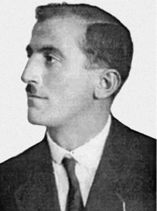
Dmytro Klympush

O governo húngaro intensificou as negociações com a Segunda República Polonesa, que há muito tempo incitava o Reino da Hungria a tomar a Rus' Subcarpática pela força. As negociações com o Reino da Itália também continuaram, mas Galeazzo Ciano recomendou abandonar os planos de ocupação da Subcarpácia; além disso, Hitler, insatisfeito com a reaproximação do Reino da Hungria e da República da Polônia, também alertou o governo húngaro contra tais ações. 

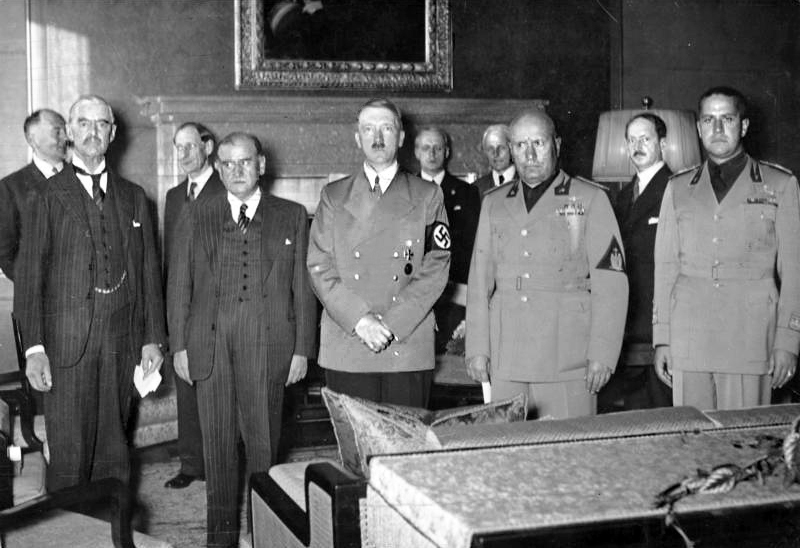
Durante o Acordo de Munique de 29 de setembro de 1938: Neville Chamberlain, Edouard Daladier, Adolf Hitler, Benito Mussolini e Galeazzo Ciano

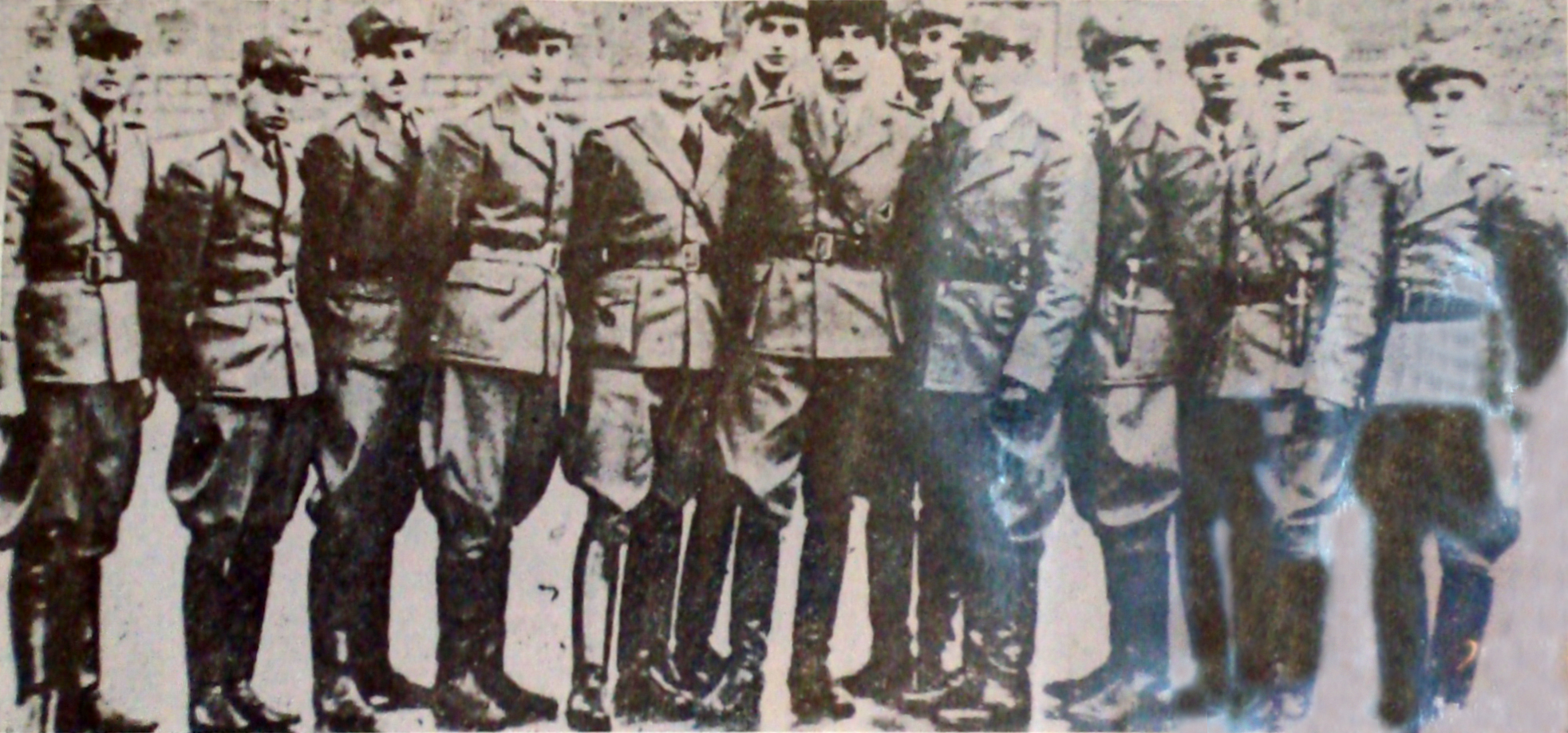
Um grupo de membros do Siche dos Cárpatos liderados pelo comandante Dmytro Klympush

Entretanto, apesar de todos esses avisos, os preparativos para a invasão continuaram. O 6º Corpo Húngaro mobilizado estava concentrado na fronteira. Ao mesmo tempo, o Reino da Hungria e a República da Polônia isolaram a Ucrânia dos Cárpatos do mundo exterior, restringindo as comunicações telefônicas, telegráficas e postais, e iniciaram um bloqueio econômico. Sabotadores húngaros e poloneses foram expulsos da fronteira. Houve combates entre unidades do exército tcheco e sabotadores, e espiões tchecos conseguiram revelar a filiação das tropas polonesas. 
Em 9 de novembro de 1938, em conexão com o número crescente de casos de sabotagem húngaro-polonesa, o governo da Ucrânia dos Cárpatos, baseado na União Nacional Ucraniana (1939) [uk] (UNO). O partido político estabeleceu a Organização de Defesa do Povo Siche dos Cárpatos (ONOKS), embora os primeiros destacamentos Sich tenham surgido no início da década de 1930 como sociedades comuns de combate a incêndios e culturais e educacionais, semelhantes às formadas na vizinha Galícia Oriental. O papel principal na ONOKS foi desempenhado por membros da OUN que vieram para a Transcarpácia de outras regiões da Ucrânia, bem como da emigração. 
Dmytro Klympush, um antigo oficial do exército austro-húngaro, foi nomeado comandante-chefe do Sich, e Ivan Roman, um antigo oficial do exército checoslovaco, foi nomeado vice-comandante. Em dezembro, o governo autônomo de Voloshin e o Estado-Maior da Tchecoslováquia chegaram a um acordo sobre a realização de treinamento militar do Sich, e receberam as armas da guarda nacional local, a Domobranstva. Naquela época, havia cerca de 2.000 soldados do Siche treinados, ou os chamados membros plenos do Siche dos Cárpatos. Em geral, Siche tinha cerca de 2 a 3 mil soldados e aproximadamente o mesmo número de reservistas. 
Em 18 de novembro de 1938, os preparativos para a invasão foram concluídos, e ela foi marcada para 20 de novembro. Entretanto, a Alemanha Nazista interveio. Os alemães acreditavam que a República Tchecoslovaca seria capaz de resistir, e a Wehrmacht, que estava em processo de desmobilização, não seria capaz de ajudar os húngaros e, portanto, os húngaros foram "aconselhados" a não tomar nenhuma ação devido à imprevisibilidade de seus resultados. A intervenção militar foi cancelada, mas o Reino da Hungria não abandonou os seus planos para Podkarpackie. 

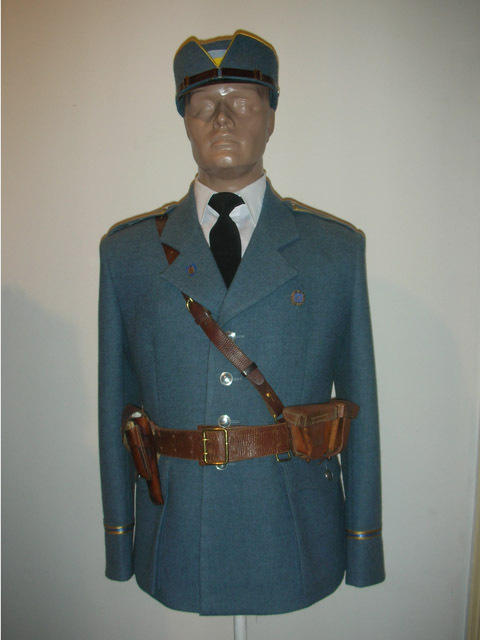
Uniforme dos soldados do Siche da Ucrânia dos Cárpatos

Em 6 de janeiro de 1939, os preparativos para a invasão foram retomados, e o General Bidza foi nomeado comandante da operação. Em 19 de janeiro de 1939, o novo Ministro do Interior da Ucrânia dos Cárpatos, General Lev Prchala, nomeado pelo Presidente da República Tchecoslovaca Emil Hácha sem o consentimento da liderança autônoma, chegou a Khust, então capital da Autonomia dos Cárpatos. 
O primeiro-ministro da Ucrânia dos Cárpatos, Augustyn Voloshyn, recebeu Lev Prchala apenas como general do exército federal. O general foi impedido de cooperar e uma nota foi enviada ao governo da República Checoslovaca, enquanto o próprio Prchala disse a Voloshyn que não esperava enfrentar tais dificuldades e prometeu pedir pessoalmente ao governo que o demitisse do cargo de ministro. 
Em resposta a essas ações, o governo Cárpato-Ucraniano removeu o representante da Cárpato-Ucrânia, Julian Revay, do governo da Checoslováquia e reafirmou a autoridade do General Prhala como comandante do exército da Checoslováquia na Cárpato-Ucrânia; além disso, em suas mãos concentrou-se a gestão do Ministério de Assuntos Internos, Finanças e Comunicações da Cárpato-Ucrânia. 
O Reino da Hungria logo aderiu ao Pacto Anticomintern, e Hitler decidiu pela possibilidade de ocupação húngara da Ucrânia dos Cárpatos, sujeita aos interesses da Alemanha Nazista. 

## O conflito

### 12 a 14 de março

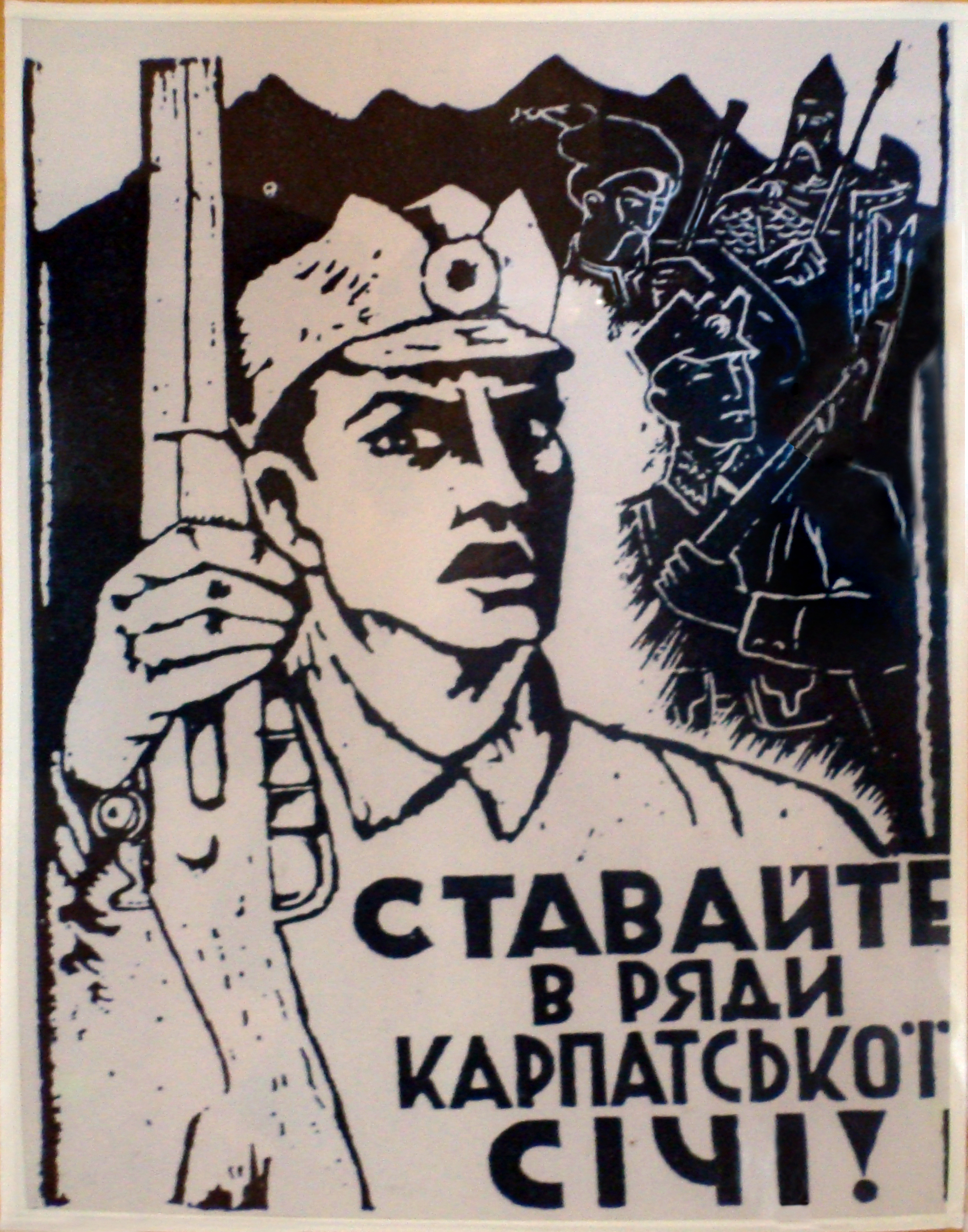
Cartaz de campanha do Siche dos Cárpatos

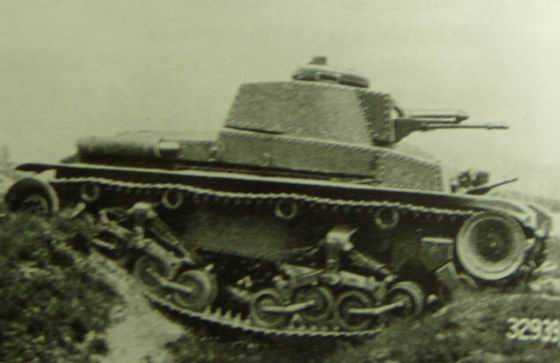
Panzer 35(t)

A captura da Ucrânia dos Cárpatos pelas tropas húngaras foi originalmente planejada para começar em 12 de março de 1939, dia das eleições para o Soim local, mas o governo alemão rejeitou a ideia, dizendo que anunciaria o início da ocupação. 
Os húngaros concentraram 12 divisões do VI Exército na fronteira e, na noite de 13 para 14 de março, o exército húngaro começou a avançar profundamente no território da Ucrânia dos Cárpatos com pequenas forças. 
Às 2:00h, unidades do Siche dos Cárpatos (então uma organização paramilitar de 5.000 homens ) receberam armas da gendarmaria de Khust (41 rifles e 90 pistolas) para se defenderem dos húngaros sob as ordens do primeiro-ministro Augustyn Voloshyn. 
Por volta das 4 da manhã, Ivan Roman, o vice-comandante do Siche dos Cárpatos, recebeu um telefonema de oficiais tchecos exigindo que as armas fossem devolvidas ao depósito. O comandante, referindo-se ao decreto de Augustin Voloshyn, recusou categoricamente. Em resposta, o General Lev Prchala ordenou que as unidades do 45º Regimento estacionadas em Khust apreendessem armas pela força. 
Às 6:00h, tropas tchecas, totalizando 200 soldados, armadas com seis tanques leves (LT vz.35), quatro veículos blindados (OA vz.30), armas pesadas, metralhadoras e morteiros, atacaram os principais edifícios do Sich: Kish, "Sich Hotel", a equipe principal, "Women's Sect" e "Flying Variety". A liderança da Ucrânia autónoma dos Cárpatos apelou aos checos para cessarem o fogo, mas não obteve qualquer resposta.  O Sich começou a tomar depósitos de armas, prédios de escritórios e a desarmar patrulhas. Os confrontos armados entre as tropas do Sich e da Checoslováquia duraram mais de 8 horas. Barricadas apareceram nas ruas de Khust e brigas de rua constantes eclodiram. 
Ao mesmo tempo, o primeiro-ministro Voloshyn tentou resolver o conflito. Várias tentativas de contato com o governo central não tiveram sucesso: Praga não respondeu. Após uma conversa telefônica entre o primeiro-ministro Augustyn Voloshyn (que se opôs fortemente a um ataque armado das tropas tchecoslovacas às unidades do Sich) e o general Lev Prchala, uma trégua foi estabelecida nas ruas: a Tchecoslováquia retornou aos quartéis e o Siche dos Cárpatos foi desarmado. 
De acordo com várias fontes, as perdas do Siche variaram de 40 a 150 mortos e cerca de 50 feridos, as perdas dos tchecoslovacos - de 7 a 20 soldados e gendarmes mortos. Durante o confronto entre Siche e os checoslovacos, as tropas húngaras ocuparam três aldeias perto de Mukachevo. 
Na manhã de 14 de março de 1939, o comandante do grupo oriental de tropas, general Lev Prchal, acreditando que a invasão das tropas húngaras não havia sido autorizada por Berlim, ordenou o início da defesa. No entanto, após a declaração do Protectorado da Boémia e da Morávia, ordenou em 16 de Março a evacuação das tropas e dos funcionários públicos da Checoslováquia do território da Ucrânia Subcarpática.  A evacuação ocorreu em três direcções: a oeste - para a República Eslovaca, a norte - para a República da Polônia e a sudeste - para o Reino da Romênia.  As últimas tropas checoslovacas deixaram Khust em 17 de março. 

### 15 a 17 de março

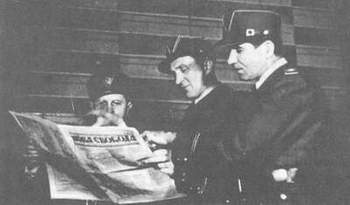
Presidente do Siche dos Cárpatos. Da esquerda para a direita: Ivan Rohach, Ivan Roman e Fedir Tatsynets

Nessas circunstâncias, em 15 de março de 1939, Augustyn Voloshyn proclamou a independência da Ucrânia dos Cárpatos pelo rádio e enviou um telegrama a Adolf Hitler em Berlim, pedindo-lhe que colocasse o país sob o protetorado da Alemanha Nazista. Em resposta, o governo alemão recusou-se a apoiá-lo e aconselhou-o a não resistir às tropas húngaras.  No mesmo dia, o governo húngaro enviou um parlamentar a Khust com uma proposta de desarmamento e união pacífica com o Reino da Hungria. Voloshyn recusou, dizendo que "a Ucrânia dos Cárpatos é um estado pacífico e quer viver em paz com os seus vizinhos, mas se necessário repelirá qualquer agressor". Foi anunciada uma mobilização na Transcarpácia. 
Na noite de 15 de março, as tropas húngaras lançaram uma ofensiva geral em quatro direções: Uzhhorod-Perechyn-Uzhok; Uzhhorod-Svaliava-Lavochne; Mukachevo-Irshava-Kushnytsia; Korolevo-Khust-Yasinya-Volove.
O Siche dos Cárpatos recrutou voluntários, a maioria soldados desmobilizados do exército tchecoslovaco da população local, e, com 10.000 a 12.000 soldados mal armados, tentou resistir. Os húngaros desferiram o golpe principal ao longo da linha Uzhhorod-Perechyn, tentando cortar a Ucrânia dos Cárpatos da República Eslovaca. O exército húngaro encontrou forte resistência perto da aldeia de Horonda, onde a sotnia "Sich" M. Stoyka manteve a defesa por 16 horas. 
Pesados combates ocorreram nas cidades de Khust e Vynohradiv, que passaram repetidamente de mão em mão. A mais sangrenta foi a batalha nos arredores de Khust, no Campo Vermelho. De acordo com os arquivos húngaros, 230 pessoas do Siche foram mortas nesta batalha, e 160 húngaros.  A resistência dos Siche ameaçou prolongar a luta, mas os polacos vieram em auxílio dos húngaros, que começaram a sua ofensiva a partir do Passo de Uzhok. 
Na manhã de 16 de março, um dia após a declaração de independência, o governo da Ucrânia dos Cárpatos deixou Khust, em direção à fronteira romena, e algumas horas depois, tropas húngaras invadiram a capital da Ucrânia dos Cárpatos. O 24º Batalhão da Guarda de Fronteira Húngara e o 12º Batalhão de Scooters participaram do ataque à cidade; aeronaves e armas antitanque também foram usadas ativamente. Os húngaros enfrentaram mais de 3.000 soldados Sich, que estavam armados com 12 unidades de veículos blindados previamente apreendidos dos tchecoslovacos. Sob a pressão das forças opressoras do inimigo, os Siche foram forçados a recuar da cidade. 
Em 17 de março, as tropas húngaras capturaram Rakhiv, Yasinia, e Bushtyno. Voloshyn e sua comitiva imediata chegaram à fronteira romena na área de Velykyi Bychkiv via Tiachiv. Do Reino da Romênia, ele se mudou para o Reino da Iugoslávia e, em seguida, via Viena, para Praga ocupada pelos nazistas,  onde foi nomeado reitor da Universidade Livre Ucraniana local e permaneceu lá até 1945, quando foi preso pela inteligência soviética SMERSH e deportado para Moscou em 19 de julho de 1945, onde morreu, de acordo com a versão oficial - de insuficiência cardíaca. Em 15 de março de 2002, o presidente Leonid Kuchma assinou um decreto concedendo postumamente a Voloshyn o título de "Herói da Ucrânia" com a Ordem do Estado. 

## Fim do confronto e perdas
Na noite de 17 de março   (segundo outras fontes, 18 de março), todo o território da Ucrânia dos Cárpatos foi ocupado pelos húngaros. Em 18 de março (após a captura de Volovets, o último assentamento mantido pelos Siche), as tropas húngaras encerraram a ocupação da Ucrânia Transcarpática e alcançaram toda a fronteira com a República da Polônia e o Reino da Romênia. A resistência organizada cessou, mas algumas unidades do Sich dos Cárpatos continuaram a lutar em unidades de guerrilha  por mais três semanas,  e nas regiões de Volovets e Rakhiv até janeiro de 1940.  Em março de 1939, o Estado-Maior do Exército Húngaro decidiu conduzir uma série de operações de combate para limpar a Ucrânia dos Cárpatos de "elementos estrangeiros" e relatar seu progresso a cada dez dias. "Elementos estrangeiros", que incluíam galegos, foram levados para a fronteira húngara-polonesa e lá foram entregues aos poloneses para execução. Seguidores de Miklós Horthy aumentaram o número de tropas e gendarmaria em alguns distritos.
Em 18 de março, o comandante do Voliv Sich, Stepan Figura, foi morto a tiros.
O líder do Siche de Khust, Oleksandr Blystiv- "Haidamak", enquanto estava na prisão de Khust, não tinha um lápis, então ele furou o dedo com um alfinete e escreveu uma nota com sangue: "Eu, Oleksandr Blestiv, 22 anos, de Khust, vou morrer por amar minha terra natal - a Ucrânia." As perdas de combate das partes durante a guerra ascenderam a: 
- "Siche": 430 mortos, mais de 400 feridos, cerca de 750 prisioneiros;
- Exército húngaro: 197 mortos, 534 feridos. Números oficiais húngaros: 72 mortos, 163 feridos, 4 desaparecidos, 2 capturados.

As perdas totais do Siche, segundo várias fontes, variaram entre 2 e 6,5 mil pessoas.  A diferença é explicada pelo facto de a maioria deles ter morrido não em confrontos com unidades regulares húngaras, mas em resultado de varreduras e execuções de prisioneiros.  A população húngara local, munida de armas deixadas pelos checoslovacos, também contribuiu para isso: começou a caçar grupos Siche e a matá-los no local. 
Além disso, os soldados do Siche que se renderam aos poloneses foram fuzilados no local, e os nativos da Galícia Oriental (parte da República Polonesa na época), que foram detidos pelos ocupantes húngaros na Transcarpácia, foram entregues ao serviço de fronteira polonês. Parte dos combatentes do Siche dos Cárpatos, que haviam recuado para o Reino da Romênia, foram desarmados, saqueados pela população local e entregues aos húngaros. Os sobreviventes do Siche foram mantidos num campo de concentração húngaro na aldeia de Voryulyuposh, perto da cidade de Nyíregyháza.  Nos primeiros dois meses após a ocupação, 59.377 pessoas da Transcarpácia foram deportadas para trabalhar no Reino da Hungria e 686 pessoas foram deportadas para a Alemanha. 

## Memória e legado
A Cruz dos Siche dos Cárpatos foi emitida em 1969 pelo Conselho Central da Irmandade dos Siche dos Cárpatos para todos os soldados dos Siche dos Cárpatos. 
Em 2009, o Banco Nacional da Ucrânia emitiu moedas comemorativas dedicadas ao 70º aniversário da proclamação da Ucrânia dos Cárpatos: uma moeda de níquel-prata de ₴2 e uma moeda de prata de ₴20. 